# Marzana barwierska

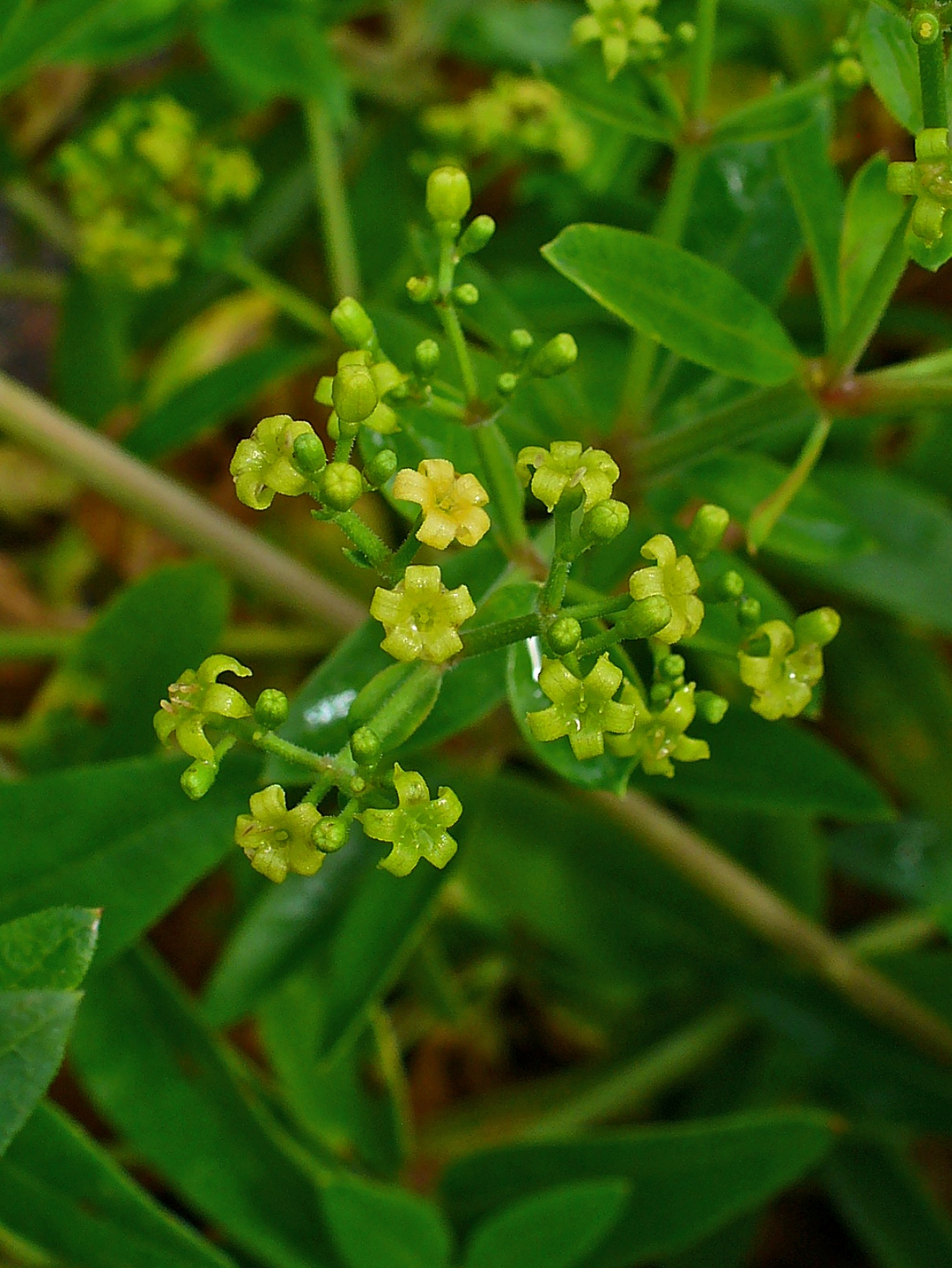
Kwiatostan

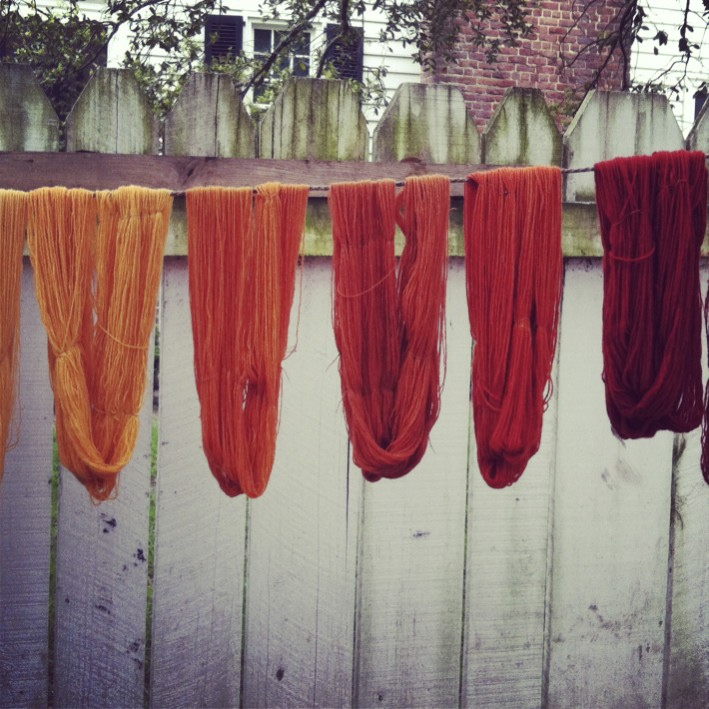
Włóczka zabarwiona naturalnym barwnikiem z korzeni marzanny

Marzana barwierska, m. farbiarska (Rubia tinctorum L.) – gatunek rośliny z rodziny marzanowatych (Rubiaceae). W zależności od regionu Polski, marzana barwierska znana jest pod wieloma oryginalnymi nazwami: barwica, brocz, czerwone korzenie, czerwony gryk, knap, krap, marzanka, marzann, marzawu, marzanna, marzka, reta.

## Zasięg występowania
Marzana barwierska pochodzi z południowo-wschodniej Europy (Jugosławia, europejska część Rosji, Krym) oraz Azji Zachodniej (Cypr, Irak, Iran, Jordania, Liban, Syria, Turcja, Armenia, Gruzja) i Środkowej (Tadżykistan, Turkiestan, Uzbekistan). Rozprzestrzenia się gdzieniegdzie także poza tym obszarem swojego naturalnego występowania. Jest uprawiana w wielu krajach świata. Do początków XX w. była uprawiana na dużych przestrzeniach w wielu krajach europejskich, zwłaszcza we Francji i w Niemczech, do celów farbiarskich i farmaceutycznych. W Polsce jest uprawiana obecnie na plantacjach zielarskich.

## Morfologia
PokrójMarzana posiada ok. 1 cm grube i do 1 m długie, poziomo rosnące kłącza barwy czerwonej z licznymi węzłami i międzywęźlami.
ŁodygaO wysokości 60–100 cm, niewyraźnie czterokanciaaste, pokładające się, gdy brak oparcia. Podparte łodygi osiągają wysokość do 2 m.
LiścieLancetowate długości 5–8 cm z odgiętymi do tyłu ostrymi, haczykowatymi włoskami na brzegu blaszki i wzdłuż nerwu głównego, zebrane w okółki, u dołu łodygi po 4, wyżej po 6 liści, z tego zawsze 2 wyraźnie większe.
KwiatyPromieniste, żółtozielone, zebrane w pseudobaldachy na szczytach pędów. Kielich niewyraźny, korona kwiatu żółta głęboko pocięta na 4 łatki, pręcików 4, słupek 1.
OwocJagodokształtny, wielkości grochu, czerwonobrązowy.

## Biologia i ekologia
Bylina, hemikryptofit. Zakwita od czerwca do lipca. Rośnie m.in. nad brzegami rzek, kanałów nawadniających i wśród zarośli.

## Zastosowanie
- Roślina lecznicza:
  - Surowiec zielarski: kłącza (Rhizoma Rubiae tinctorum). Skład chemiczny:
  - związki dwu- i trójoksyantrachinonowe w formie glikozydowej (np. kwas ruberytrynowy, alizaryna, kwas purpurynowy, rubiadyna) i związki pokrewne w ilości do 3,8%
  - produkty rozpadu glikozydów
  - garbniki
  - glikozyd asperulozyd
  - pektyny
  - węglowodany (do 15%)
  - kwasy organiczne (np. kwas cytrynowy)
  - sole mineralne
  - Działanie: wyciągi z kłączy marzany ułatwiają rozpuszczanie kamieni fosforanowo-szczawianowych w kamicy moczowej. Preparaty zapobiegają również tworzeniu się kamieni moczowych zawierających wapń; zmniejszają napięcie mięśni gładkich dróg moczowych i nieznacznie wzmagają perystaltykę moczowodów, ułatwiając w ten sposób przesuwanie się złogów kamienia oraz ich rozpad na mniejsze fragmenty, które ulegają częściowemu rozpuszczeniu i wydaleniu. Ponadto wyciągi z marzany działają żółciopędnie, słabo moczopędnie i zwiększają łaknienie. Objaw uboczny w marzanowej kuracji to różowe zabarwienie moczu i potu.
  - Zbiór i suszenie: zbiera się jesienią kłącza roślin 2-, 3-letnich i suszy w suszarniach ogrzewanych w możliwie niskiej temperaturze.

- Roślina barwierska. Z kłącza otrzymuje się barwnik – alizarynę wraz z pochodnymi, którym dawniej barwiono tkaniny na czerwono, brązowo i fioletowo. Barwnik ten znany był już starożytnym Egipcjanom, Fenicjanom i Żydom. Współcześnie barwnik bywa stosowany do produkcji farb graficznych, olejnych i akwarelowych[5].

## Udział w kulturze
- M.Zohary, jeden ze znawców roślin biblijnych uważa, że hebrajskie słowo oznaczające marzanę barwierska zawarte jest w niektórych imionach męskich w Biblii (Rdz 46,13, Sdz 10,1, 1 Krn 7,1)[5].
- O roślinie tej pisał Pliniusz Starszy i Dioskurydes. W ich czasach używana była jako lek przeciwko żółtaczce[5].